# Campeonato Europeo de Judo por Equipo Mixto de 2021
El II Campeonato Europeo de Judo por Equipo Mixto se celebró en Ufá (Rusia) el 27 de noviembre de 2021 bajo la organización de la Unión Europea de Judo (EJU) y la Federación Rusa de Judo.
Las competiciones se realizaron en el Centro Deportivo Rima Batalova de la ciudad rusa.

## Medallistas
| Evento       | Oro | Plata | Bronce |
| ------------ | --- | --- | --- |
| Equipo mixto | Georgia Pridon Guigani Aleko Mamiashvili Beka Gviniashvili Luka Maisuradze Saba Inaneishvili Guela Zaalishvili Eteri Liparteliani Mariam Chanturia Nino Gulbani Sopio Somjishvili | Países Bajos · Koen Heg · Matthijs van Harten · Tigo Renes · Jur Spijkers · Pleuni Cornelisse · Hilde Jager · Karen Stevenson · Marit Kamps | Rusia · Majmadbek Majmadbekov · Denis Yartsev · Jusein Jalmurzayev · David Oganisian · Tamerlan Bashayev · Inal Tasoyev · Daria Kurbonmamadova · Anastasiya Konkina · Aliona Prokopenko · Daria Vladimirova · Anna Gushchina Turquía · Bilal Çiloğlu · Bayram Kandemir · Vedat Albayrak · Mikail Özerler · Mert Şişmanlar · Özlem Yıldız · Hasret Bozkurt · Şeyma Özerler · Minel Akdeniz · Kübranur Esir · Kayra Sayit |

## Medallero
| Núm. | País         | Oro | Plata | Bronce | Total |
| ---- | ------------ | --- | ----- | ------ | ----- |
| 1    | Georgia      | 1   | 0     | 0      | 1     |
| 2    | Países Bajos | 0   | 1     | 0      | 1     |
| 3    | Rusia        | 0   | 0     | 1      | 1     |
| 3    | Turquía      | 0   | 0     | 1      | 1     |
|      | TOTAL        | 1   | 1     | 2      | 4     |